# 厄巴纳 (俄亥俄州)
厄巴納是位於美國俄亥俄州尚佩恩縣的一個城鎮，距哥倫布以西47英里（76）。該鎮的歷史可以追溯至1805年。1900年時，該鎮有人口6,808人；1910年時有7,739人；1940年時有8,335人；2010年人口普查時，該鎮有人口11,793人。該鎮是厄巴納大學的所在地。